# 15 minuts de fama

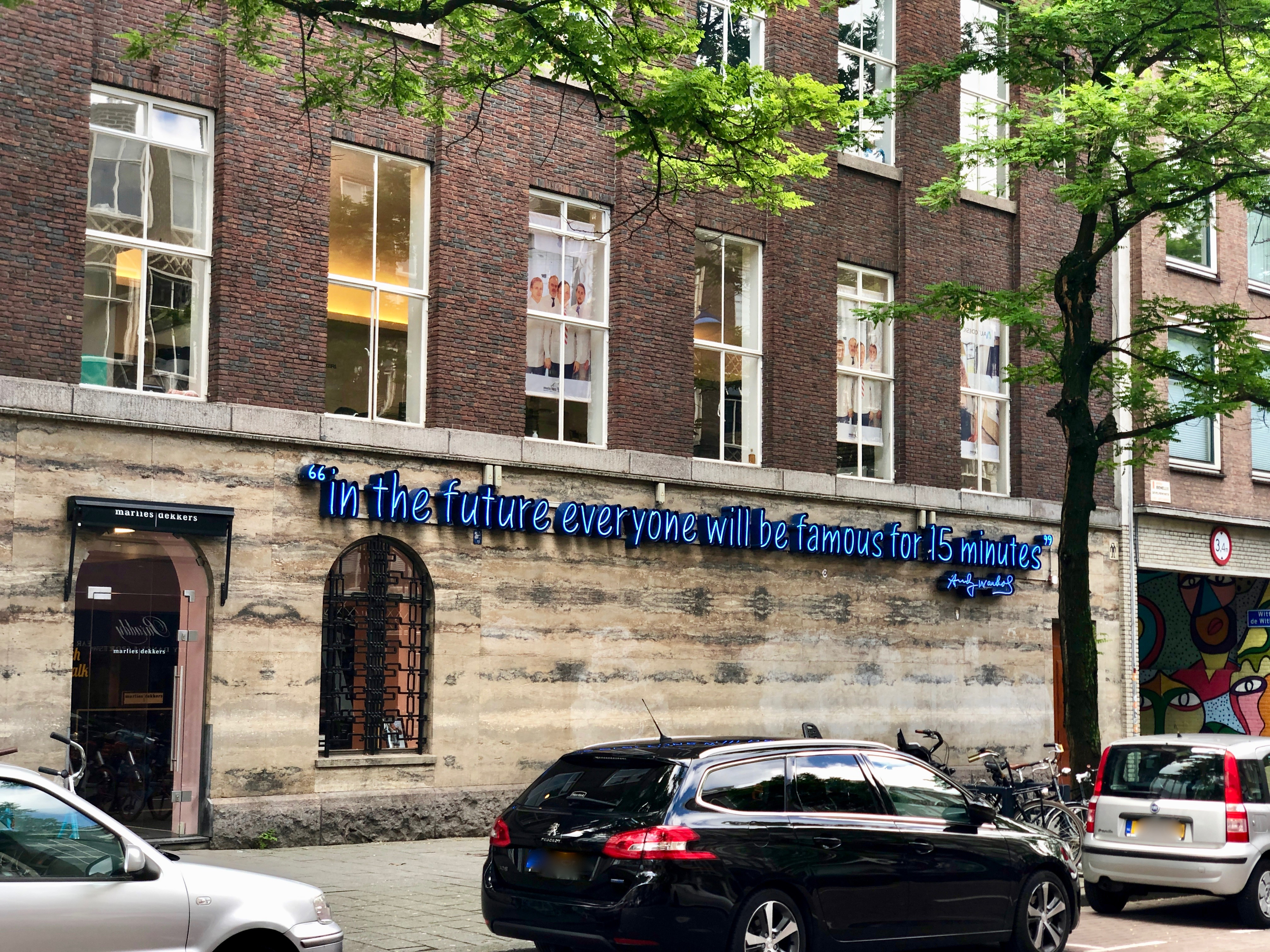
Cita d'Andy Warhol sobre un edifici de Rotterdam.

15 minuts de fama és una publicitat mediàtica de curta durada o una celebritat d'un individu o fenomen. L'expressió es va inspirar en una cita erròniament atribuïda a Andy Warhol⁣: "En el futur, tothom serà mundialment famós durant 15 minuts". Atribuït a dues persones més, el primer ús imprès va ser en el programa d'una exposició de l'obra de Warhol de 1968 al Moderna Museet d'⁣Estocolm, Suècia. El fenomen s'utilitza sovint en referència a figures de la indústria de l'entreteniment o d'altres àrees de la cultura popular, com ara la televisió de realitat i YouTube.
Una versió anterior del mateix concepte en anglès és l'expressió "nine days' wonder". Aquesta frase es remunta almenys a l'època isabelina, fent referència a William Kempe.

## Orígens
La suposada cita de Warhol va aparèixer per primera vegada impresa en un programa per a la seva exposició de 1968 al Moderna Museet d'⁣Estocolm, Suècia. A la tardor de 1967, Pontus Hultén (director del Moderna Museet) va demanar a Olle Granath que l'ajudés en la producció de l'exposició, que s'havia d'inaugurar el febrer de 1968. Granath va tenir l'encàrrec d'escriure un programa per a l'exposició, amb traduccions al suec. Va rebre una caixa d'escrits de Warhol i sobre Warhol per utilitzar-lo per al programa. Granath assegura que, en presentar el seu manuscrit, Hultén li va demanar que introduís la cita: "En el futur, tothom serà mundialment conegut durant 15 minuts". A la qual cosa Granath va respondre que la cita no estava en el material que li van donar. Hultén va respondre: "si no ho hagués dit, molt bé podria haver-ho dit. Posem-ho".
El fotògraf Nat Finkelstein va reclamar el crèdit de l'expressió, afirmant que estava fotografiant Warhol el 1966 per a una proposta de llibre. Una multitud es va reunir intentant entrar a les imatges i Warhol suposadament va comentar que tothom vol ser famós, a la qual cosa Finkelstein va respondre: "Sí, durant uns quinze minuts, Andy".

## Interpretació
L'historiador de l'art alemany Benjamin HD Buchloh suggereix que el principi bàsic de l'estètica de Warhol, que és "la invalidació sistemàtica de les jerarquies de les funcions i tècniques de representació" de l'art, es correspon directament amb la creença que la "jerarquia de subjectes dignes de ser representats algun dia serà abolit;" per tant, qualsevol, i doncs "tothom", pot ser famós una vegada que la jerarquia es dissipa, "en el futur", i per extensió lògica d'això, "en el futur, tothom serà famós", i no només aquells individus dignes de fama.
D'altra banda, l'àmplia proliferació del modisme adaptat "els meus quinze minuts" i la seva entrada al llenguatge comú han donat lloc a una aplicació lleugerament diferent, que té a veure tant amb l'efímera de la fama a l'era de la informació i, més recentment, la democratització dels mitjans de comunicació provocada per l'arribada d'internet. En aquesta formulació, la cita de Warhol s'ha entès com a: "En l'actualitat, com que hi ha tants canals pels quals un individu pot assolir la fama, tot i que no la perdura, pràcticament qualsevol pot arribar a ser famós durant un breu període".
Hi ha una tercera i encara més remota interpretació del terme, tal com l'utilitza un individu que ha estat legítimament famós o ha ignorat una celebritat durant un breu període, sent aquest període els seus "quinze minuts".
John Langer suggereix que 15 minuts de fama és un concepte durador perquè permet que les activitats quotidianes es converteixin en "grans efectes". El periodisme tabloide i els paparazzi han accelerat aquesta tendència, convertint el que abans podia ser una cobertura aïllada en una cobertura mediàtica continuada fins i tot després que el motiu inicial de l'interès dels mitjans hagi passat.

## Frases derivades
Al seu àlbum de 1987 Yoyo, Bourgeois Tagg té una cançó anomenada "15 Minutes In The Sun" que és una referència directa a la declaració de Warhol.
A la cançó "I Can't Read⁣", publicada per David Bowie a Tin Machine al seu àlbum debut de 1989 i reeditada per Bowie el 1997 per a la banda sonora de la pel·lícula The Ice Storm, la frase s'utilitza en referència directa a Andy Warhol: "Andy, on són els meus 15 minuts?". L'era de la realitat televisiva ha vist que el comentari s'ha actualitzat amb ironia com: "En el futur, tothom estarà fosc durant 15 minuts". L'artista britànic Banksy ha fet una escultura d'un televisor que té, escrit a la seva pantalla, "En el futur, tothom serà anònim durant 15 minuts", que més tard es va utilitzar a la lletra de la cançó de Robbie Williams "The Actor" del seu àlbum de 2006 Rudebox.
Una adaptació més recent de la broma de Warhol, possiblement motivada per l'augment de les xarxes socials en línia, els blocs i les influencers, és l'afirmació que "En el futur, tothom serà famós per a quinze persones" o, en algunes interpretacions, "En el futur. a la web, tothom serà famós per a quinze persones". Aquesta cita, tot i que s'atribueix a David Weinberger, es va dir que s'originava amb l'artista escocès Momus.
La cançó de Marilyn Manson "I Don't Like the Drugs (But the Drugs Like Me)", publicada al seu àlbum de 1998 Mechanical Animals, al·ludeix al terme a la línia "Estem rehabilitats i estem preparats per als nostres quinze minuts de vergonya", com a part del tema de la cançó d'escapament impenitent a través de les drogues.
El 1993, el grup britànic de música tecno/industrial Sheep on Drugs va llançar un senzill "15 Minutes of Fame" que va assolir als trams més baixos de la llista de singles del Regne Unit.
El músic i actor Tim Minchin es refereix a la frase (i a Warhol explícitament) a la seva cançó "15 minutes", on la frase "15 minutes of shame" es canta repetidament per descriure el fenomen de la vergonya en línia.